# یوهانا اسمیت (کشتی)
یوهانا اسمیت (کشتی) (به انگلیسی: Johanna Smith (ship)) یک کشتی بود که طول آن 257 ft. بود. این کشتی در سال ۱۹۱۷ ساخته شد.